# Сибирский аскалаф
Сибирский аскалаф, или сибирский бабочник (лат. Libelloides sibiricus = Ascalaphus sibiricus) — насекомое из семейства Аскалафы отряда сетчатокрылых. Включён в Красную книгу Красноярского края и Красную книгу Хакасии.

## Описание

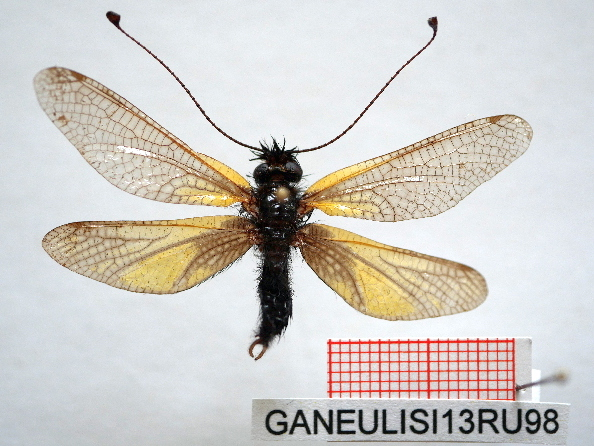

Основная окраска тела чёрная, крылья буровато-жёлтые, полупрозрачные, сетчатые. Длина переднего крыла от 22 до 31 мм. Брюшко длинное, голова большая с выпуклыми глазами и длинными усиками с треугольной булавой.

## Ареал
В России широко распространён от гор Алтая до Приморского края. Также встречается в Монголии, Китае и Корее. В Красноярском крае найден в заповеднике «Столбы», по берегам Красноярского водохранилища, в окрестностях Абакана и в Саяно-Шушенском биосферном заповеднике.

## Местообитания
Луговая степь, открытые степные участки, поляны в сухих лесах, долины рек.

## Биология
Имаго активны днём, преимущественно в ясную, солнечную погоду. Полет прямолинейный, достаточно быстрый, в дневное время суток на высоте 1—3 м над поверхностью земли; в утренние и вечерние часы, а также в пасмурную погоду летают низко над землей, либо сидят на высокотравье. Аскалаф и его личинка — хищники. Питаются различными беспозвоночными животными. Специальные наблюдения за питанием аскалафа не проводились.